# Spoorlijn Lamothe - Arcachon
De spoorlijn Lamothe - Arcachon is een Franse spoorlijn van Le Teich naar Arcachon. De lijn is 16,1 km lang en heeft als lijnnummer 657 000.

## Geschiedenis
Het eerste gedeelte van de lijn tussen Lamothe en La Teste werd geopend door de Compagnie du chemin de fer de Bordeaux à La Teste op 15 december 1837. De lijn werd verlengd tot Arcachon door de Compagnie des Chemins de fer du Midi op 14 april 1857.

## Treindiensten
De SNCF verzorgt het personenvervoer op dit traject met TER treinen.
| Serie | Treinsoort | Route                                               | Bijzonderheden |
| ----- | ---------- | --------------------------------------------------- | -------------- |
| F 41  | TER (SNCF) | Bordeaux-Saint-Jean – Arcachon                      |                |
| F 41+ | TER (SNCF) | Coutras – Libourne – Bordeaux-Saint-Jean – Arcachon |                |

## Aansluitingen
In de volgende plaatsen is een aansluiting op de volgende spoorlijnen:
Lamothe
RFN 655 000, spoorlijn tussen Bordeaux-Saint-Jean en Irun
La Teste
lijn tussen La Teste en Cazaux-Lac

## Elektrische tractie
De lijn werd in 1927 geëlektrificeerd met een gelijkspanning van 1500 volt.